# شش‌آبششی‌سانان
شش‌آبششی‌سانان (Hexanchiformes) راسته‌ای از کوسه‌ها هستند.
نمونه‌هایی از این راسته عبارت‌اند از گاوکوسه، کوسه لبه‌دار و برخی کوسه‌های شبیه به مار دریایی.